# MIX-ISM
『MIX-ISM』（ミックス・イズム）は、日本のロックバンドであるTHE MAD CAPSULE MARKET'Sの4枚目のオリジナル・アルバム。
1994年1月21日にビクターエンタテインメントのInvitationレーベルからリリースされた。前作『SPEAK!!!!』（1992年）よりおよそ1年2か月振りにリリースされた作品であり、作詞および作曲はKYONOとCRA￥（上田剛士）、ISHIG∀KIが担当、プロデュースはTHE MAD CAPSULE MARKET'S名義となっている。
本作はディレクターの発案によりイギリスのロンドンにてレコーディングが行われた。前作までの担当者からディレクターが変更となり、メンバーとメーカー側の意思疎通が円滑になったとメンバーは述べている。本作はタイトルが示す通り様々な音楽性の楽曲が収録されているが、上田剛士は自身の芯となる部分が見えない状況に陥っており、続々と制作した楽曲をそのままリリースした作品になっていると述べている。
本作はオリコンアルバムチャートにおいて最高位第27位となった。本作を受けたコンサートツアー「reading S.S.M TOUR」が行われ、最終日である渋谷公会堂公演の模様を収録した初のライブ・ビデオ『reading S.S.M』がリリースされている。

## 背景
前作『SPEAK!!!!』（1992年）リリースしたTHE MAD CAPSULE MARKET'Sは、同作を受けたコンサートツアー「SPEAK!!!! TOUR」を同年11月24日の新宿パワーステーション、11月29日の名古屋クラブクアトロ、11月30日の大阪クラブクアトロの3公演を実施した。1993年には単発ライブとして2月21日に新宿パワーステーション公演、7月22日には「BODY CUNNING」と題したクラブチッタ川崎公演、12月20日には「LIVE Y」と題した本牧アポロシアター 公演が実施された。
同時期に新たなディレクターとして関口明が担当となり、関口からロンドンでのレコーディングを提案されたメンバーは意気投合し初の海外レコーディングが実現することになった。上田剛士は後年海外レコーディングに関して「ロンドンに対する憧れってよりも、初めての外国ってほうが大きかった」と述べKYONOもそれに同意し、さらに上田は「レコーディングよりも街並であるとか、その時に過ごした思い出のほうが強い」と述べている。それ以外にもメンバーと宿泊施設の管理人とのやり取りや、マーキー・クラブにおいてアメリカ合衆国のハードコア・パンクバンドであるニューロシスの公演を見た他に、ブリクストン・アカデミーにおいてアメリカ合衆国のロックバンドであるフィッシュボーンの公演を見たことなどが印象的な出来事であったとメンバーは述べている。

## 録音、制作
レコーディングは1993年にロンドンにあるマスターロックスタジオで行われた。メンバーは3個の部屋とリビングとキッチンがついたフラットを借り、1か月半に亘りそこに滞在して本作の制作を行っている。レコーディングにおいて初めて外国人とのコミュニケーションが必要となったが、上田は言葉が通じなくても通じ合える感覚を覚えたと述べ、MOTOKATSUはレコーディングの方法については日本と全く変わらないものであったと述べたが、KYONOは「空気が違うからワクワク感があってさ。気持ちの上ではすごいテンション上がってたかもしんない」と述べている。上田はディレクターが変わったことによりメーカー側との意思疎通も円滑になったと述べたが、音楽性に関しては「個人的には、すごく悩み始めた時期だったんだよね」と述べている。
曲作りはロンドンへの出発前に日本国内においてすべて行われており、合宿においてKYONOと上田、ISHIG∀KIが話し合いを行いながら共同作業のような形で制作が行われたと上田は述べている。上田によれば前段階から存在していた楽曲の他に、レコーディングのために新たに制作した楽曲を加えると全30曲程度は用意していたという。上田は自身の愛着ある楽器を日本から持ち込んでおり、スピーカーのみマーシャルのものを現地で拝借したと述べている。MOTOKATSUは日本から現地に対して注文していたものと全く異なるサイズのバスドラムが用意されていたため改めて注文し直した他、スネアドラムおよびペダル、チャイナシンバルは日本から持参したと述べている。ISHIG∀KIは普段使用しているギターおよびエフェクター・ラック、ENGLのヘッドアンプの他にコンパクトエフェクターを数種類持参し、フェンダー・ザ・ツインおよびマーシャルにエレクトロボイスのスピーカーがマウントされたキャビネット、オーソドックスなマーシャル・キャビネットは現地にて拝借したと述べている。マニピュレーターはリチャード・ノリスが担当しており、ノリスはブライアン・フェリーのレコーディングの合間を縫って本作のレコーディングに参加していたという。メンバーはノリスに依存することなく自ら音色や音を挿入する箇所を指定しており、イメージのみを伝達してノリスの感性で仕上げた楽曲は1曲のみであったとKYONOは述べている。
レコーディング・エンジニアはアンジャリ・ダットという女性が担当しており、ダットはアイルランドのロックバンドであるマイ・ブラッディ・ヴァレンタイン、イギリスのロックバンドであるスワーヴドライヴァーおよびジーザス&メリーチェインのレコーディングを手掛けた実績があった。レコーディング開始2日目にMOTOKATSUは足の具合を悪くし、その後足の痛みに続いて親知らずが痛み出し、毎日病院に通う日々になったと述べている。痛みを押してドラムス演奏を行ったものの限界に達し何度か中断することになり、結果としてトータルでは9日間ほど中断することになったとMOTOKATSUは述べている。当初は週に1回は休日があったものの、レコーディング終盤には休日返上で何とか期限に間に合わせる形になったとMOTOKATSUは述べている。上田はトラブル続きであったと述べ、ベースの音決めに関してはレコーディングが半分程度進んだ時点でようやく決定され、それ以前に録音した楽曲の録り直しなども発生したたため多くの時間を必要としたと述べている。

## 音楽性とアルバムタイトル
本作の曲順についてはおおよその構想はあったものの、実際にレコーディングにおいて音を出さないと分からない部分もあるため完成後に決定することになったと上田は述べている。上田は自身の音を最も良い音で録音することを念頭に、細かいことには拘らずにノリを最も重視してレコーディングを行ったと述べ、ISHIG∀KIは日本にいる時点では様々なことを考案していたが、現地では何も考えずに感じた通りに演奏を行い結果としてそれが正解であったと述べている。KYONOは曲によって歌い方を変更しており、曲によってスムーズに歌えたものと悩んだものの両極があったと述べている。またKYONOによれば日本においては歌入れ後に部分的に歌い直すことが可能であったものの満足度が低いことがあり、外国人エンジニアには歌い直す箇所を伝えることが困難であったことから一気に歌わざるを得なかったがそれが逆に功を奏したと述べている。上田およびISHIG∀KIはロンドンでのレコーディングによって大きく異なった点はないと述べ、KYONOは「ナショナリズム NO!!!!」において外国人が担当した「NO!」というコーラス部分が日本人とは全く異なる点であったと述べている。本作のタイトルは1曲目「MIX-ISM」のタイトルをそのまま使用することが、レコーディング途中で上田のアイデアにより決定された。ISHIG∀KIによればジャケット写真のアイデアが先に決定しており、それに見合うタイトルであったと述べている。
本作のタイトルである『MIX-ISM』が示す通り当時の上田が制作する音楽性は幅広いものとなっていたが、その幅広さを上手く処理できない状態に陥っていたと上田は後年になって述べている。当時は次から次へとレコーディングする状態であり、続々と楽曲制作を行わなければならない環境であったために上田は「それによって自分の芯になる部分がだんだん見えなくなってきた時期だったと思う」と述べており、KYONOは後年「広がり過ぎっていうのはすごい感じてた。いろんな曲があったから、まとまりがないって言えばないし、今思えば」と指摘した上で、幅広い音楽性の楽曲が提示されたためにそれに合わせて様々な歌い方を試していたとも述べている。またKYONOは「全部のアルバムの中でこの『MIX-ISM』が一番悩んでる感が出てる気がする、今聴くと」と述べ、MOTOKATSUは「『HUMANITY』以降『MIX-ISM』までは、『HUMANITY』ほど納得できるものができねえなーとは思ってた。作った後の充実感っていうか。『なんかあれを越えられないな』ていうのをずっと思いつつ、『MIX-ISM』まで来ちゃったみたいなさ」と述べている。上田は自らの足元を見失っている状況に当時の自身が気付けていない状態であり、制作後の納得度が満たされずに納得できないことから自身の存在意義を確認するために次々と楽曲を制作する状態に陥っていたとも述べ、「だからほんとに、いろんな価値観が広がっちゃってたんだよね。それに自分らでは気付いてない。今改めて思い返すとそうだったかなって思うんだけどさ」と自らを総括している。

## 楽曲
1. 「MIX-ISM」
後にセルフカバー・アルバム『THE MAD CAPSULE MARKET'S』（1996年）およびベスト・アルバム『1990-1996』（2004年）に収録されている。
2. 「S・S・MUSIC」
セルフカバー・アルバム『THE MAD CAPSULE MARKET'S』およびベスト・アルバム『1990-1996』にも収録されている。
3. 「プロレタリア」
後にベスト・アルバム『1990-1996』に収録されている。本曲はミュージック・ビデオが制作されており、内容は工場の前で演奏するメンバーの姿と、湧き上がる黒煙、羽を取り付けたKYONOが水に溺れるシーンとで構成されている。同ビデオは後にミュージック・ビデオ集『1990-1996 VIDEO』（2005年）に収録されたが、その際に一部映像にエフェクトが掛けられた他に音源がベスト・アルバム『1990-1996』に収録されたバージョンに変更されている。
4. 「NEW SOCIETY」
5. 「PET」
6. 「マネキン」
7. 「ナショナリズム NO!!!!」
8. 「オルゴヲル」
上田 (CRA￥) がボーカルを担当している。
9. 「IC シティ」
10. 「TOO FLAT」
11. 「古い時計」
12. 「IQ SPEAKER」
13. 「Neo Sunday～新しい日曜日」
14. 「PROBLEM CHILDREN」
15. 「BE SILENT FUCKIN' SYSTEM」
ベスト・アルバム『1990-1996』に収録されている。
16. 「黄色いピエロ」
全編アコースティック・ギターで演奏されている。

## リリース、チャート成績、批評、ツアー
| 専門評論家によるレビュー | 専門評論家によるレビュー |
| レビュー・スコア         | レビュー・スコア         |
| 出典                     | 評価                     |
| ------------------------ | ------------------------ |
| CDジャーナル             | 肯定的                   |
| ローチケHMV              | 肯定的                   |

本作は1994年1月21日にビクターエンタテインメントのInvitationレーベルからCDにてリリースされた。アートワークは前作に引き続きサカグチケンが担当している。本作のジャケットはロンドンの街並みに立つ男性が「MIX-ISM THE MAD CAPSULE MARKET'S」と書かれた看板を持っている写真となっており、裏ジャケットでは別の男性が看板を持っている写真になっている。 CDブックレットにはロンドン市内に前述の看板が置かれた写真や、ロンドン市内で撮影されたメンバーの写真などが掲載されており、歌詞は全て縦書きで表記されている。
本作はオリコンアルバムチャートにおいて最高位第27位の登場週数5回で売り上げ枚数は3.3万枚となった。本作の初回限定盤の売り上げ枚数はTHE MAD CAPSULE MARKETSのアルバム売上ランキングにおいて第10位となっている。音楽情報サイト『CDジャーナル』では「今時に、まだこんなパンキッシュな連中がいることがうれしい」と前置きした上で、音と言葉が「連打のごとく撃ち放される」と表現、「単なる不平不満をぶちまけるだけではなく、その詞はファンタジックな雰囲気まで醸し出して、彼らならではの世界観を形作っている」と肯定的に評価した。音楽情報サイト『ローチケHMV』ではロンドンでのレコーディングについて「新しい試みの中で作られたようだ」と触れた上で「いい意味でのMadのスタイルはしっかりと守られている」と指摘、THE MAD CAPSULE MARKET'Sの音楽性を単純にパンク・ロックであると決めつける風潮について非難した上で「曲の奥深さに気付き、今すぐ寝ぼけた目を開けよ。このＣＤは絶対にいい」と肯定的に評価した。
本作を受けたコンサートツアーは「reading S.S.M TOUR」と題し、同年2月5日の前橋ラタン公演を皮切りに、2月23日の渋谷公会堂公演まで9都市全9公演が実施された。最終日となった2月23日の渋谷公会堂での公演が収録されたバンド初のライブ・ビデオ『reading S.S.M』が同年6月22日にリリースされている。しかし当時の上田はライブ活動に関して積極的になれず、「ライヴもどんどんやらなくなってきてて。あんまりやりたいと思ってなかったんだよね。だから俺は精神的にちょっと籠ってる感じだったのかもしんない」と述べており、それに対してMOTOKATSUは「俺はライヴやりたかったんだけどね」と返答している。

## 収録曲
- CDブックレットに記載されたクレジットを参照[14]。また、1曲目はインストゥルメンタルとなっている。

| #         | タイトル                     | 作詞      | 作曲            | 編曲                     | 時間  |
| --------- | ---------------------------- | --------- | --------------- | ------------------------ | ----- |
| 1.        | 「MIX-ISM」                  |           | CRA￥           | THE MAD CAPSULE MARKET'S | 1:29  |
| 2.        | 「S・S・MUSIC」              | CRA￥     | CRA￥           | THE MAD CAPSULE MARKET'S | 3:57  |
| 3.        | 「プロレタリア」             | CRA￥     | CRA￥、KYONO    | THE MAD CAPSULE MARKET'S | 3:26  |
| 4.        | 「NEW SOCIETY」              | CRA￥     | CRA￥、ISHIG∀KI | THE MAD CAPSULE MARKET'S | 3:17  |
| 5.        | 「PET」                      | KYONO     | KYONO           | THE MAD CAPSULE MARKET'S | 3:12  |
| 6.        | 「マネキン」                 | CRA￥     | CRA￥           | THE MAD CAPSULE MARKET'S | 3:32  |
| 7.        | 「ナショナリズム NO!!!!」    | CRA￥     | CRA￥           | THE MAD CAPSULE MARKET'S | 2:07  |
| 8.        | 「オルゴヲル」               | CRA￥     | CRA￥、ISHIG∀KI | THE MAD CAPSULE MARKET'S | 2:16  |
| 9.        | 「IC シティ」                | CRA￥     | CRA￥           | THE MAD CAPSULE MARKET'S | 2:51  |
| 10.       | 「TOO FLAT」                 | KYONO     | KYONO           | THE MAD CAPSULE MARKET'S | 2:41  |
| 11.       | 「古い時計」                 | CRA￥     | KYONO、CRA￥    | THE MAD CAPSULE MARKET'S | 3:23  |
| 12.       | 「IQ SPEAKER」               | KYONO     | KYONO           | THE MAD CAPSULE MARKET'S | 2:27  |
| 13.       | 「Neo Sunday～新しい日曜日」 | ISHIG∀KI  | ISHIG∀KI        | THE MAD CAPSULE MARKET'S | 2:41  |
| 14.       | 「PROBLEM CHILDREN」         | KYONO     | KYONO           | THE MAD CAPSULE MARKET'S | 4:29  |
| 15.       | 「BE SILENT FUCKIN' SYSTEM」 | CRA￥     | CRA￥           | THE MAD CAPSULE MARKET'S | 3:02  |
| 16.       | 「黄色いピエロ」             | KYONO     | KYONO、CRA￥    | THE MAD CAPSULE MARKET'S | 2:10  |
| 合計時間: | 合計時間:                    | 合計時間: | 合計時間:       | 合計時間:                | 47:00 |

## スタッフ・クレジット
- CDブックレットに記載されたクレジットを参照[5]。

### THE MAD CAPSULE MARKET'S
- KYONO – ボーカル
- ISHIG∀KI（英語版） – ギター
- CRA￥ – ベース、ボーカル
- MOTOKATSU – ドラムス

### 録音スタッフ
- THE MAD CAPSULE MARKET'S – プロデュース
- 関口明 – A&R
- アンジャリ・ダット – レコーディング・エンジニア、ミキシング・エンジニア
- ゲイリー・スタウト – 追加レコーディング・エンジニア、ミキシング・エンジニア
- イアン・クーパー – マスタリング・エンジニア（メトロポリス・マスタリング）
- フィル・ニコラス – プログラム
- リチャード・ノリス（英語版） – プログラム

### 制作スタッフ
- 岩渕稔 – アーティスト・プロモーション
- 斎須敏治 – アーティスト・マネージメント
- 飯室克己 – インストゥルメント・テクニシャン
- フェンダー・ジャパン – スペシャル・サンクス
- LUDWIG・野中貿易 – スペシャル・サンクス
- フックアップ – スペシャル・サンクス
- モリダイラ楽器 – スペシャル・サンクス
- リン・ホブデイ – スペシャル・サンクス
- きくかわひろみ – スペシャル・サンクス
- "ビッグ" ジョン・ホインヴィレ – スペシャル・サンクス
- ジェームス・ブラウン – スペシャル・サンクス
- イアン・ロバーソン – スペシャル・サンクス
- トラッチ・D・シャーマン – スペシャル・サンクス

### 美術スタッフ
- サカグチケンファクトリー – アートワーク
- 岩堀繭希 – スタイリスト
- 福田道男 – ヘアー&メイク・アップ
- 蓮井幹生 – 写真提供

## チャート
| チャート         | 最高順位 | 登場週数 | 売上数  | 出典  |
| ---------------- | -------- | -------- | ------- | ----- |
| 日本（オリコン） | 27位     | 5回      | 3.3万枚 | [ 3 ] |

## リリース日一覧
| No. | リリース日    | レーベル             | 規格   | カタログ番号 | 備考                   | 出典          |
| --- | ------------- | -------------------- | ------ | ------------ | ---------------------- | ------------- |
| 1   | 1994年1月21日 | ビクター／Invitation | CD     | VICL-500     |                        | [ 11 ] [ 15 ] |
| 2   | 2013年7月2日  | ビクター／Invitation | AAC-LC | -            | デジタル・ダウンロード | [ 16 ]        |